# Colaptes campestris
El carpintero campestre o Ypekú Ñú (Paraguay) (Colaptes campestris) es un carpintero grande que habita en sabanas tropicales y semitropicales del centro de Sudamérica, especialmente de la ecorregión del Cerrado. 

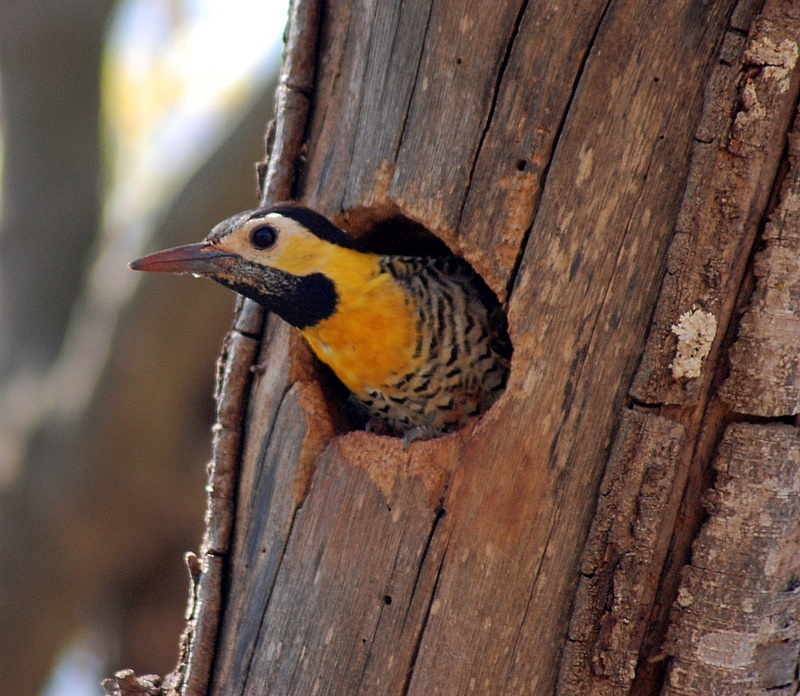
Un ejemplar en su nido, en Jaú, estado de São Paulo, Brasil.

## Generalidades
Mide unos 32 cm de largo, con espalda y alas marrones listadas de blanco, y el pecho amarillo. 
Habita zonas de sabanas y matorral. Se distribuye en Surinam, en el centro y nordeste del Brasil, en el centro y este de Bolivia, en gran parte del Paraguay y en el nordeste de la Argentina, en el extremo norte de la provincia de Misiones, en la región mesopotámica de dicho país.
Hacia el sur es reemplazado por Colaptes campestroides, con quien forma una superespecie.